# Torre de Lleger
La torre de Lleger és un edifici de Lleger, al municipi de Sant Jaume dels Domenys (Baix Penedès) declarat bé cultural d'interès nacional.

## Descripció
Torre cilíndrica situada a la part més alta del poble. Feta de carreus irregulars i parcialment enderrocada. Té una alçada d'uns 8 m. Encara s'hi poden observar unes espitlleres.

## Història
El lloc és documentat el 1023.
En l'inventari fet per Beatriu de Tous el 1410 es menciona entre les seves possessions el castell de Lleger. Durant el segle xvii s'inicià la decadència dels castells, ja que la nova estructura política i econòmica va fer innecessària la seva tasca defensiva. L'any 1671 i amb motiu de la mort de Federic del Bosch i de Sant Vicenç, es feu una relació de les seves propietats, entre les quals apareixia el castell de Lleger. Les restes actuals són els últims vestigis del castell. Fa uns quaranta anys s'ensulsià la meitat de la torre, i per tal d'evitar el perill, s'enderrocaren dos o tres metres de la part superior. La torre, com totes les construïdes a la zona, té un caràcter defensiu. Aquest tipus de torre s'edificava en temps de la reconquesta, cap al segle x. Situades en llocs elevats, servien per comunicar a les terres la presència de l'enemic. Els senyals es feien amb foc, a la nit, i amb fum durant el dia.